# Jelgava
Jelgava (németül: Mitau; litvánul: Mintauja; oroszul: Елгава / Митава; lengyelül: Mitawa) Lettország negyedik legnagyobb városa, Alsó-Lettország központja. Fontos vasúti csomópont, iskolaváros, az 1990-es évek közepéig pedig jelentős iparváros is volt. A szovjet időszakban a várostól északra katonai repülőtér létesült.

## Fekvése
A Lielupe folyó partján, a termékeny zemgalei hátságon, Rigától 41 km-re délnyugatra található.

## Lakossága
2005-ös adatok szerint a város lakosságának 54%-a lett; 30%-a orosz; 6%-a belarusz; 3%-a ukrán; 2%-a litván; 2%-a lengyel; a fennmaradó 3%-a pedig egyéb nemzetiségű.

## Gazdasága
Az 1970-es évek közepén Jelgava mellett építették fel a Rigai Autóbuszgyár (RAF) nagy kapacitású gyártóüzemét, ahol 1976-tól 1997-ig a RAF–2203 mikrobusz és változatainak a sorozatgyártását végezték. A gyártás csúcspontján, az 1980-as években az üzemben átlagosan évi 15 ezer jármű készült. A RAF a Szovjetunió felbomlásával elveszítette piacának nagy részét, így az 1990-es évekre termelése jelentősen csökkent. A gyárat 1998-ban felszámolták, így a jelgavai üzemet is bezárták.

## Jelgava testvérvárosai
- Berlin, Németország
- Hellefors, Svédország
- Nacka, Svédország
- Maladzecsna, Fehéroroszország
- Pärnu, Észtország
- Siauliai, Litvánia
- Vejle, Dánia
- Hsin-Ying, Tajvan
- Alcamo, Olaszország
- Baranavicsi, Fehéroroszország